# Dimitar Spisarevski
Dimitar Spisarevski (en búlgaro: Димитър Списаревски; 19 de julio de 1916 – 20 de diciembre de 1943) fue un piloto de caza búlgaro conocido por embestir y derribar un B-24 americano durante un bombardeo ocurrido sobre Sofía en la Segunda Guerra Mundial.

## Biografía.
Nació en Dobrich el 19 de junio de 1916. Spisarevski se desplaza con su familia tras la Primera Guerra Mundial a la ciudad de Lom ya que la región donde vivía es cedida a Rumanía debido al Tratado de Neuilly-sur-Seine. Más tarde se trasladó a Sofía. Entró inicialmente en la Escuela Militar de la Real Fuerza Aérea Búlgara, pero fue expulsado y enviado a servir a la ciudad de Yambol. Debido a su excelente conducta, fue llamado de nuevo como cadete. Más tarde, estudió en la Alemania nazi donde se graduó en la escuela de pilotos de combate en Werneuchen en 1938. En el verano de 1943, viajó al Canal de la Mancha con otro piloto búlgaro a observar a los pilotos alemanes y dominar las tácticas de la guerra aérea.
El 20 de diciembre de 1943, un grupo de bombarderos B-24 Liberator conformado por más de 200 aeronaves se dirigió hacia la ciudad de Ploiesti con el fin de bombardear las refinerías de la zona. Un total de 36 aeronaves búlgaras intentaron interceptar la formación antes de que llegaran a su objetivo. Spisarevski fue uno de los pilotos que formaba parte del operativo de defensa a bordo de su Messerschmitt Bf-109 G-2. De acuerdo con los registros de combate, los B-24 volaron en escuadrillas en forma de V de 3 en 3 a lo largo de una columna escalonada a 6000 metros de altura. Los interceptores búlgaros se organizaron en dos escuadrones de ataque, el primeto trataría de acabar con los P-38 Lightning que escoltaban la formación mientras el segundo trataría de derribar a los bombarderos antes de que soltaran sus bombas sobre la ciudad. Spisarevski formaba parte del segundo escuadrón y cuando entró en combate la batalla ya se había iniciado. Logró evadir dos cazas norteamericanos y tras un par de acercamientos junto a una escuadrilla de bombarderos, se estrelló contra un B-24 sin dejar de disparar. Murió en el acto. En la colisión, el B-24 explotó matando a todos sus ocupantes, excepto al artillero de cola. El Bf 109 cayó cerca de la aldea de Pasarel y el bombardero americano al otro lado del pueblo. Por haber derribado un bombardero cuatrimotor, Spisarevski fue ascendido a título póstumo al grado de capitán y se le otorgó la Orden a la Valentía de la Fuerza Aérea Búlgara. Fue enterrado en el Cementerio Central de Sofía, en el Paseo de los pilotos.